# 泉州华光职业学院
泉州华光职业学院是中华人民共和国的一所全日制专科民办职业高等学校，位于福建省泉州市惠安县洛阳镇。
1992年，泉州华光摄影技术学校成立。1994年9月，更名为泉州华光摄影成人中等专业学校。2002年4月，升格为泉州华光摄影艺术职业学院。2013年3月，更名为泉州华光职业学院。